# Муждабаев, Айдер Иззетович
Айде́р Иззе́тович Муждаба́ев (крымскотат. Ayder İzzet oğlu Mujdabayev; род. 8 марта 1972, Тамбов) — российский и украинский журналист и медиаменеджер. Заместитель главного редактора газеты «Московский комсомолец» (2008—2015), член Союза крымских татар Москвы. Заместитель генерального директора первого крымскотатарского телеканала ATR (с 2015).

## Ранние годы
По происхождению — крымский татарин.
С 1979 по 1989 год учился в школе № 24 города Тамбова. С 1989 по 1992 год учился в Тамбовском институте химического машиностроения по специальности «Системный программист», но после пятого семестра институт бросил и пошёл работать в газету «Тамбовские губернские ведомости».
Окончил заочно факультет журналистики Тамбовского государственного университета.

## Карьера

### Карьера в РФ
- Журналист газеты «Тамбовские губернские ведомости» с февраля 1991 года (корреспондент, заместитель редактора).
- Корреспондент общественно-политического отдела газеты «Тамбовская жизнь» с 1995 года.
- С января 1998 года — корреспондент отдела политики и права газеты «Московский комсомолец»[3].
- С марта 2000 года — редактор отдела городской жизни газеты «Московский комсомолец»[4].
- С 2005 года выступает в программе Елены Рыковцевой «Час прессы» («Радио Свобода»).
- В июле 2008 года переведён на должность заместителя главного редактора газеты «Московский комсомолец». Вёл рубрику «Свободная тема»[5], где публиковались мнения и комментарии журналистов, политических и общественных деятелей[6].
- Брал интервью у Булата Окуджавы, Рулона Гарднера, Мустафы Джемилева и Джохара Дудаева[3][неавторитетный источник].
- Продолжительное время его материалы публиковались в блоге на сайте радиостанции «Эхо Москвы»[7].
- 17 июня 2015 года написал заявление об увольнении из «Московского комсомольца» по собственному желанию, и с 22 июня перестал являться сотрудником редакции[8].

### Карьера на Украине
- В июне 2015 года переехал на Украину[9]. С июня 2015 года является заместителем генерального директора первого крымскотатарского телеканала ATR. Ведущий программы «Крымский вопрос»[10].
- В 2016 году как крымский татарин получил паспорт гражданина Украины[11].
- С октября 2017 года — ведущий программы «Prime: Муждабаєв» на ATR[12].

## Публикации
- Соавтор доклада по материалам Бориса Немцова «Путин. Война» (представлен в Москве в мае 2015 года) о вмешательстве России в украинскую политику и применении российских регулярных вооружённых сил в войне на востоке Украины. Автор главы 3 («Как забирали Крым») — об аннексии Крыма Россией в марте 2014 года[13].

## Политическая деятельность
Осудил аннексию Крыма Россией и российскую агрессию в Украине в целом.
Участник конгресса «Украина — Россия: диалог», прошедшего 24—25 апреля 2014 года в Киеве. С октября 2016 года — постоянный участник «Форумов свободной России», проходящих в Вильнюсе.
Вечером 31 марта 2019 года, оценивая экзит-полы первого тура голосования на выборах президента Украины, на которых побеждал Зеленский, заявил, что для победы стороны Порошенко «Видимо, придётся стрелять» и «Это означает новую революцию, победу патриотов, но и одновременно потерю ещё 6—8 областей».
25 июня 2020 года Следственный комитет России заочно обвинил Муждабаева в публичных призывах к терроризму и его оправданию через интернет, а также объявил журналиста в международный розыск. Причиной послужила публикация Муждабаева у себя на странице в Facebook двух материалов с призывами, по мнению СК, к насилию и захвату россиян на Украине, чтобы затем обменять их на осуждённого в России Олега Сенцова.
20 сентября 2023 года Второй западный окружной военный суд Москвы заочно приговорил Муждабаева к шести годам колонии общего режима с лишением права администрировать сайты в течение четырёх лет после освобождения.
13 октября 2023 года Министерством юстиции России внесён в список физических лиц — «иностранных агентов».

## Семья
Отец — Иззет Мамутович Муждабаев (1948—2020), мать — Татьяна Максимовна Дрожжина (Муждабаева) (1950—2015). Предки по крымскотатарской линии родом из Крыма, город Карасубазар (после депортации крымских татар переименован в Белогорск).
Сестра — София, проживает в Израиле, работает врачом. Женат, две дочери — Анифе и Инает.

## Награды
- В 2007 году получил премию города Москвы в области журналистики[25].
- В 2014 году стал лауреатом премии Московской Хельсинкской группы в области защиты прав человека[26].